# Balatina
Balatina è un comune della Moldavia situato nel distretto di Glodeni di 5.637 abitanti al censimento del 2004

## Località
Il comune è formato dall'insieme delle seguenti località (popolazione 2004):
- Balatina (3.938 abitanti)
- Clococenii Vechi (776 abitanti)
- Lipovăţ (155 abitanti)
- Tomeştii Noi (728 abitanti)
- Tomeştii Vechi (40 abitanti)